# Cinema interativo

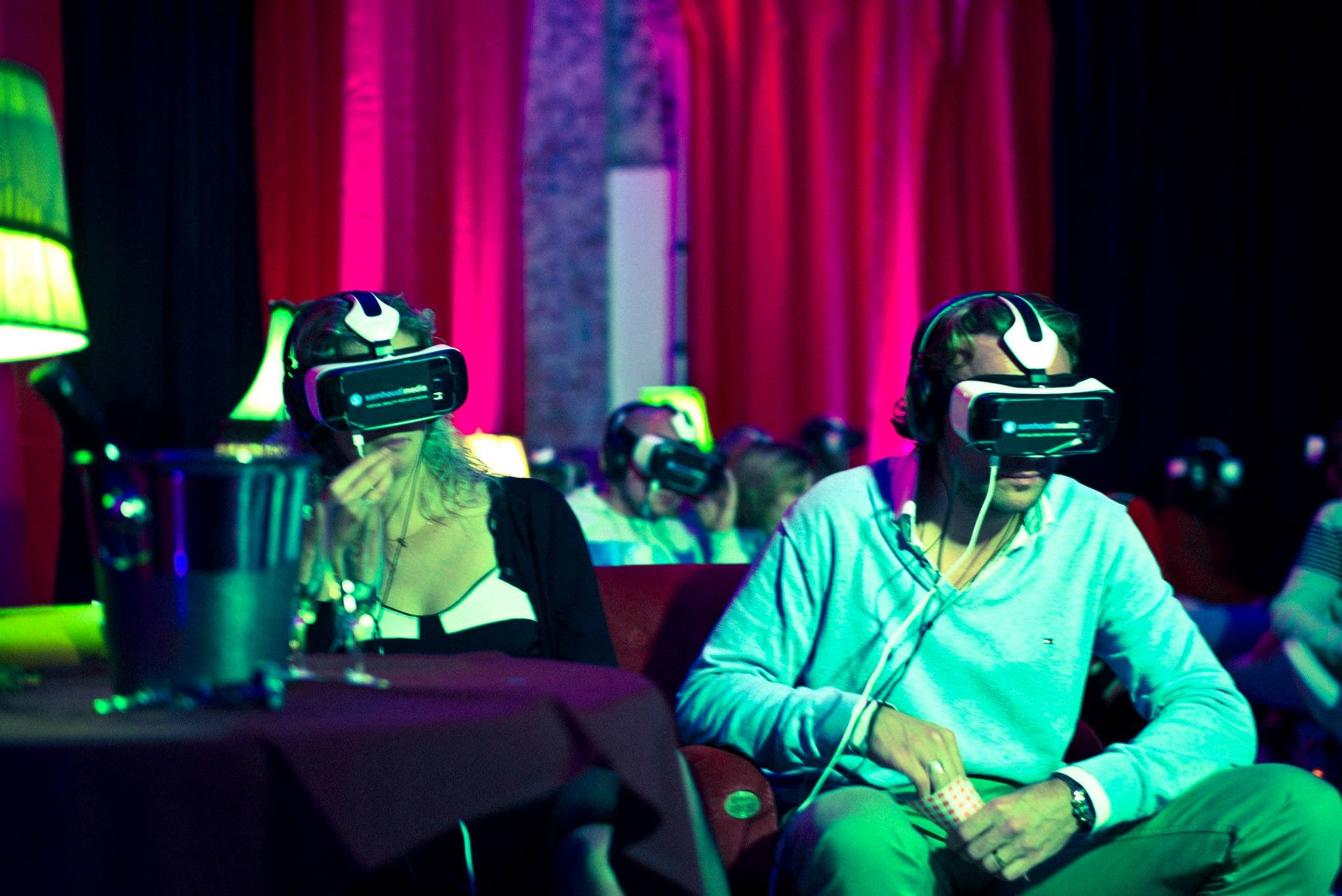
Um cinema interativo em Amsterdam, em 2015.

Artistas definem Cinema Interativo como sendo um filme com o qual o espectador interage, a fim de determinar o desenvolvimento e o final da história. Através de um mínimo de controle sobre o que está na tela e constantemente fazendo escolhas sobre como o filme deve prosseguir, o espectador está ciente de que o resultado da história é conseqüência de suas ações.
Segundo Chris Hales, estudante em pesquisas sobre filmes interativos do departamento de Filme e TV do Royal College of Art e palestrante senior do UWE Bristol, o espectador passivo é substituído pelo participante ativo que assume o papel de ambos cameraman e editor. Para Hales, o usuário precisa estar alerta quanto às escolhas feitas e o que pretende alcançar na narrativa, a fim de se manter motivado.
O foco do Cinema Interativo está no aumento da experiência atingida pelo usuário. Com isso em mente, Glorianna Davenport, diretora de pesquisas científicas no MIT Media Laboratory, em Massachussetts, e fundadora do “Interactive Cinema Group” em 1987, baseia suas pesquisas.
Davenport critica o cinema que oferece interatividade através de um número restrito de opções, obrigando o usuário a clicar sempre no lugar certo. Pesquisas desenvolvidas no MIT, junto à geração de novas tecnologias em aparatos sensoriais, como rastreamento de movimentos e reconhecimento de voz e gestos, levaram a um novo conceito de cinema interativo – através da criação de ‘ambientes fisicamente interativos’, como são chamados, o usuário é imerso na narrativa, tornando-se parte da história e interagindo com personagens virtuais.
“Até que computadores possam entender a narrativa e sintetizar novos elementos, efetiva personalização requer uma atenção maior por parte do autor da história. Para se alcançar uma entrega personalizada, precisamos inventar um meio elaborado o suficiente para acomodar diferentes possibilidades em um espaço da história em particular. Essas possibilidades refletem interesses pessoais de diversas audiências.”, ela explica.

## No Brasil
Já foram realizadas várias experiências com videos interativos para computador no Brasil.
Em DVD podemos destacar A GRUTA, que estreou no 41o Festival de Brasília, em 2008. Na estréia o público interagiu com o filme em uma sala de cinema. A produtora FilmeJogo distribuiu 200 controles remoto para o público que "votou" o destino dos personagens Tomás e Luiza no suspense A GRUTA . Além de decidir pelos personagens 30 vezes ao longo da história, o espectador teve de "testar a sorte" em momentos críticos do filme.